# Min (歌手)
李玟暎（：／ I Min Yeong；1991年6月21日—），藝名：Min（韓語：민），韓國女歌手、舞者。2010年7月1日以四人女子團體miss A在韓國出道，擔任主唱、主領舞。2021年11月8日，發行首張數碼單曲《ONION》，以個人歌手身份出道。

## 生涯

### 出道前
1991年6月21日出生於韓國首爾特別市城東區，為家中獨生女。
年幼時參加過韓國節目《BOBOBO》。曾經和少女時代的孝淵一起在Winners學習舞蹈，並組成「Little Winners」，參加大型機械舞舞蹈大賽進入過四強。因為仰慕韓國歌手Rain，小學五年級的時候參加JYP娛樂的甄選會，順利通過後加入JYP娛樂開始7年的練習生生涯。
在2010年3月加入miss A，並於6月23日作為miss A成員第一次正式亮相於Tory Burch開幕儀式。至正式出道前當了8年練習生。

### 個人活動
2011年9月29日首次出演的電影《倒計時》在韓國上映，表現受到女配角姜炫智讚譽。2013年1月12日加入MBC Evrey1《無計畫家族 2》，第一次挑戰情景劇加真人秀。2014年9月演出中韓合作的網路劇《Dream Knight》，2015年1月27日正式播出。
2019年5月，与Kia Tigers E&C公司签订所属协议。

## 個人生活
2016年11月7日，JYP娛樂證實Min與G.Soul正在交往中。2017年3月8日，兩人宣布分手，回到同事關係。

## 音樂作品

### 單曲
- Dance Like This（2007年）
- Go ahead（2008年）
- Boyfriend（2008年）
- ONION（Feat. 장석훈，2021年11月8日）
- Hit Me Up（Feat. JMIN，2022年4月18日）

### 原聲帶
- 《蔬菜店的小夥子原聲帶．像傻瓜一樣活著》（2012年2月1日）

### 合作歌曲
- San E《Everybody ready?．Delicious San》（2010年9月13日）
- B1A4《THE B1A4 Ⅰ［IGNITION］．只有我們兩人》（2012年3月14日）
- TRIPLE T（孝淵 x Min x 趙權） 《Born to Be Wild (feat. J.Y. Park)》（2016年8月25日）
- Deepshower《MARATHON》（2019年2月10日）
- MRSHLL《Rull it out (feat. Ugly Duck)》（2019年2月15日）
- AFSHEEN《JIRYUH》（2020年3月27日）

## 出演作品

### 電影
- 《倒計時》（2011年，姜炫智）

### 電視劇
- MBC《無計畫家族2》（2013年1月22日－2013年5月28日，李玟暎）

### 網路劇
- 《Dream Knight》（2015年，李珍妮）
- 《LUV Collage》（2015年，娜拉）

### 音樂劇
- 《花樣男子(流星花園)》（2017年，金絲草(牧野杉菜)）

### 音樂錄影帶
- 《Dance like this》（2007年，JYP合輯）
- 《Go ahead》（2007年，美國發行）
- 《Boyfriend》（2008年，美國發行）
- 《如果只有我們》（둘만 있으면）（2012年）
- 《Shake That Brass》（Amber）（2015年）

## 綜藝節目

### 固定出演
- SBS《Star King》（2010年）
- KBS《百分滿分》（2010年10月30日試驗性放送，2010年11月27日－2011年5月28日）

### 嘉賓出演
- 2010年 MBC《改變世界的Quiz》（2010年9月25日）
- 2010年 MBC《愛情追擊者》（2010年10月28日）
- 2011年 KBS2《Happy Together 3》（2011年8月11日）
- 2011年 KBS2《星期六的自由宣言Secret》（2011年8月27日、2011年9月3日）
- 2011年 MBC《黃金漁場 Radio Star》（2011年11月16日）
- 2012年 KBS2《太子妃計劃：王室的復活》（2012年1月23日）
- 2014年 KBS2《Happy Together 3》（2014年1月30日）
- 2014年 SBS《Star Face Off》（2014年1月31日）
- 2014年 SBS《Star King》（2014年3月1日）
- 2014年 Mnet《100秒戰》（2014年5月20日）
- 2014年 MBC《我們結婚了 國際版第二季》（2014年5月20日）
- 2014年 SBS《I GOT7》（2014年7月15日、7月22日）
- 2015年 JTBC《百人百曲-走到最後》（2015年4月7日、4月14日）
- 2015年 MBC《神秘音樂秀：蒙面歌王》（2015年5月31日）
- 2016年 Mnet《Hit The Stage》  (2016年9月21日)

## 廣播節目
- SBS《Boom's Young Street》（2013年7月12日）

## 主持

### 節目主持
- MBC《Show! 音樂中心》（2010年10月16日）
- MBC Music《All The K-POP》（2013年4月2日、2013年4月9日）
- Arirang《After School Club》（2014年1月15日、2014年1月22日、2014年1月29日、2014年4月15日）
- 《K-Style S3》（2015年）

### 典禮主持
- 第13屆首爾國際青少年電影節（2011年7月7日）
- YouTube Music Awards首爾演唱會（2013年11月3日）

## 外部連結
- Min的新浪微博
- Min的X（前Twitter）
- Min的Instagram帳戶
- YouTube上的Min頻道